# لیدی اندراد
لیدی اندراد (انگلیسی: Lady Andrade؛ زادهٔ ۱۰ ژانویهٔ ۱۹۹۲) بازیکن فوتبال اهل کلمبیا است.
از باشگاه‌هایی که در آن بازی کرده‌است می‌توان به وسترن نیویورک فلش اشاره کرد.
وی همچنین در تیم ملی فوتبال تیم ملی فوتبال زنان کلمبیا بازی کرده‌است.
وی در مسابقات کشوری و بین‌المللی در مجموع برندهٔ ۱ مدال طلا شده‌است.